# Талышская Википедия
Талышская Википедия (тал. Tolyšə Vikipedija) — раздел Википедии на талышском языке. Открылся 30 августа 2023 года.

## История
Работа над Талышской Википедией началась ещё в 2011 году, с начала перевода интерфейса Википедии на талышский язык. В разные периоды, и с различной активностью, работа по её созданию продолжалась.
В 2023 году в рамках Научно-просветительского проекта “TOLYSHNOMA” Союз Талышской Молодежи (СТМ) и Талышский Национальный Конгресс завершили многолетнюю работу над Талышской Википедией. К августу 2023 года благодаря молодёжным активистам Талышская Википедия, как новый языковой раздел, смогла выйти из «инкубатора», став полноценной талышеязычной интернет-энциклопедией и у талышей появилась возможность читать Википедию на родном языке.

## Статистика
По состоянию на сегодняшний день раздел содержит 9053 статей. Общее число правок составляет 111 178. Занимает 180 место по количеству статей среди всех разделов.
На май 2024 года в рейтинге тысячи статей, которые должны быть в каждой Википедии, раздел занимал 223 место среди всех разделов Википедии.

### 2023 год
- 09 октября 2023 года — 5628 статьи (202 место среди всех разделов);

### 2024 год
- 01 февраля 2024 года — 6138 статей;
- 07 апреля 2024 года — 6748 статей;
- 07 мая 2024 — 7432 статьи (186 место среди всех разделов);
- 06 ноября 2024 — 8167 статей.

## Участники
На сегодняшний день в Талышской Википедии зарегистрировано 3721 участников, из них активны 24.